# Giorgio Lauro
Giorgio Lauro (Milano, 26 aprile 1968) è un conduttore radiofonico ed ex cestista italiano.
Grande appassionato di pallacanestro, da giovane ha militato nelle giovanili della Olimpia Milano, che allora si chiamava Billy.

## Biografia
Cominciò la sua carriera a 18 anni, lavorando per l'emittente milanese Radio Popolare alla trasmissione Bar Sport. Dopo aver commentato gli Europei del 1988, nella tarda primavera del 1990 gli viene assegnata la conduzione delle radiocronache dei Mondiali di calcio giocati in Italia, radiocronache che fa insieme a Marco Ardemagni, Sergio Ferrentino e altri due conduttori storici della trasmissione: Andrea Zamboni detto Il verbo e Sandro Pellò.
Dal 1997 passa alla Rai, dove per 4 anni è inviato di Caterpillar.
Dal 2000 inizia a condurre Catersport, insieme a Sergio Ferrentino e Marco Ardemagni, trasmissione sportiva in onda fino al 13 maggio 2012.
Con Catersport ha commentato tre Olimpiadi estive (Sydney 2000, Atene 2004 e Pechino 2008) e una invernale (Torino 2006). Nel 2012 commenta insieme a Marco Ardemagni e Filippo Solibello le Olimpiadi estive (Londra 2012) come conduttore della trasmissione Caterpillar AM Olimpico.
Per due anni è stato conduttore, assieme a Flavia Cercato, della trasmissione radiofonica di Radio 2 La Tv che balla, un programma dedicato alla televisione.
Nel giugno e luglio 2007, assieme a Claudio Sabelli Fioretti, ha intrapreso "La marcia del cazzeggio" partendo dalla località di residenza di Sabelli Fioretti (Masetti di Lavarone in Trentino) e giungendo dopo 28 tappe al paese che gli ha dato i natali (Cura di Vetralla).
Da questa esperienza, raccontata anche nel blog www.apiedi.blogspot.com, è nato un libro scritto con Claudio Sabelli Fioretti chiamato "A piedi", edito da Chiarelettere.
A settembre 2008 e febbraio 2009, oltre a Catersport, conduce, con lo stesso Sabelli Fioretti, per una settimana, il programma di Radio2 "La mezzanotte di Radio2 - La prima volta".
Nell'estate 2009 conduce, sempre con Sabelli Fioretti, su Radio1 Rai Un giorno da pecora, programma che viene ripreso nell'inverno successivo su Radio2.
Ospite frequente dei due, soprannominati rispettivamente l'anziano Sabelli (per merito di Massimo Cirri)  e il simpatico Lauro era il presidente emerito della Repubblica Francesco Cossiga indicato nella trasmissione come DJK.
Il programma continua tuttora ed è incentrato su interviste a politici e personaggi noti in studio e al telefono. Immancabile l'intervento telefonico del sedicente Mago Otelma (apostrofato dai conduttori divino, quasi sempre da amene località turistiche, ove si reca in ritiro spirituale) che fa l'oroscopo all'ospite in studio.
Da febbraio 2015 conduce "Radio2a0" sempre su Radio2 con Cristiana Capotondi, trasmissione che sdrammatizza il calcio.
Dal 14 settembre 2015 continua a condurre il programma radiofonico Un giorno da pecora insieme a Geppi Cucciari, dapprima su Radio2 e poi su Radio1.
| Controllo di autorità | VIAF (EN) 102918431 · ISNI (EN) 0000 0000 7313 131X · SBN CFIV205487 · LCCN (EN) n2009070906 |